# Гіпотеза додатків
Гіпо́теза дода́тків (англ. Supplementary Hypothesis) — це гіпотеза походження П'ятикнижжя Біблії. Згідно з гіпотезою додатків текст П'ятикнижжя був написаний шляхом численних дописувань нових текстів різноманітними писарями до основного документу. В результаті в тексті П'ятикнижжя з'явилась велика кількість розбіжностей та неточностей.
Поряд з Документарною гіпотезою та Фрагментарною гіпотезою є однією гіпотез походження П'ятикнижжя.